# 尼克恩 (喀麦隆)
尼克恩（Nchokonn），原名舒克恩（Nchukun），是喀麦隆的一个村庄，位于东加-曼通州和西北区，与尼日利亚接壤。

## 人口
尼克恩大约有十几户人家，区域的大多数人口居住在村庄。它是少数使用佐丁卡语的地方之一，佐丁卡语是东部草原语系南部班托特语的一种。 大多数居民属于姆富姆特氏族。 

## 经济
该地区以其盛产玉米而闻名，是周围地区玉米市场的主要供应商，同时每年还出口价值 55,000美元的玉米主要销往中国大陆。 养牛也是尼克恩村的一项重要活动。 